# Suzuki Alto V (Europe)
La Suzuki Alto, également vendue sous le nom de Maruti Suzuki A-Star (en Inde) et de Nissan Pixo, est une citadine 4 places du constructeur automobile japonais Suzuki. Il s'agit de la cinquième génération vendue en Europe, mais de la septième génération depuis les débuts du modèle au Japon. Il existe une autre septième génération de Suzuki Alto exclusivement pour le Japon, où ce modèle n'est pas commercialisé. Présentée au salon de l'automobile de Paris en 2008, elle est commercialisée en Inde depuis décembre 2008 et en Europe depuis avril 2009. 
Cette citadine a été conçue par la filiale indienne Maruti Suzuki, en partenariat avec Nissan, qui la propose aussi dans sa gamme sous l'appellation Nissan Pixo. C'est Suzuki qui est le maître d'œuvre et qui la fabrique dans son usine indienne de Maruti Suzuki. Les deux automobiles se différencient par leurs feux et leurs calandres respectifs. 
La Suzuki Alto n'existe qu'en 5 portes, avec un moteur 3 cylindres à essence de 1 litre. Elle est proposée en 2 finitions, GA et GL (et GLX, avec l'air conditionné de série, selon les pays) et elle était vendue à partir de 7 990 €. La Nissan Pixo était disponible en version Visia (direction assistée, ABS et le double airbag de série) et Acenta (vitres électriques à l'avant, autoradio compatible MP3 et avec accès main libre, banquette rabattable). 

## Galerie

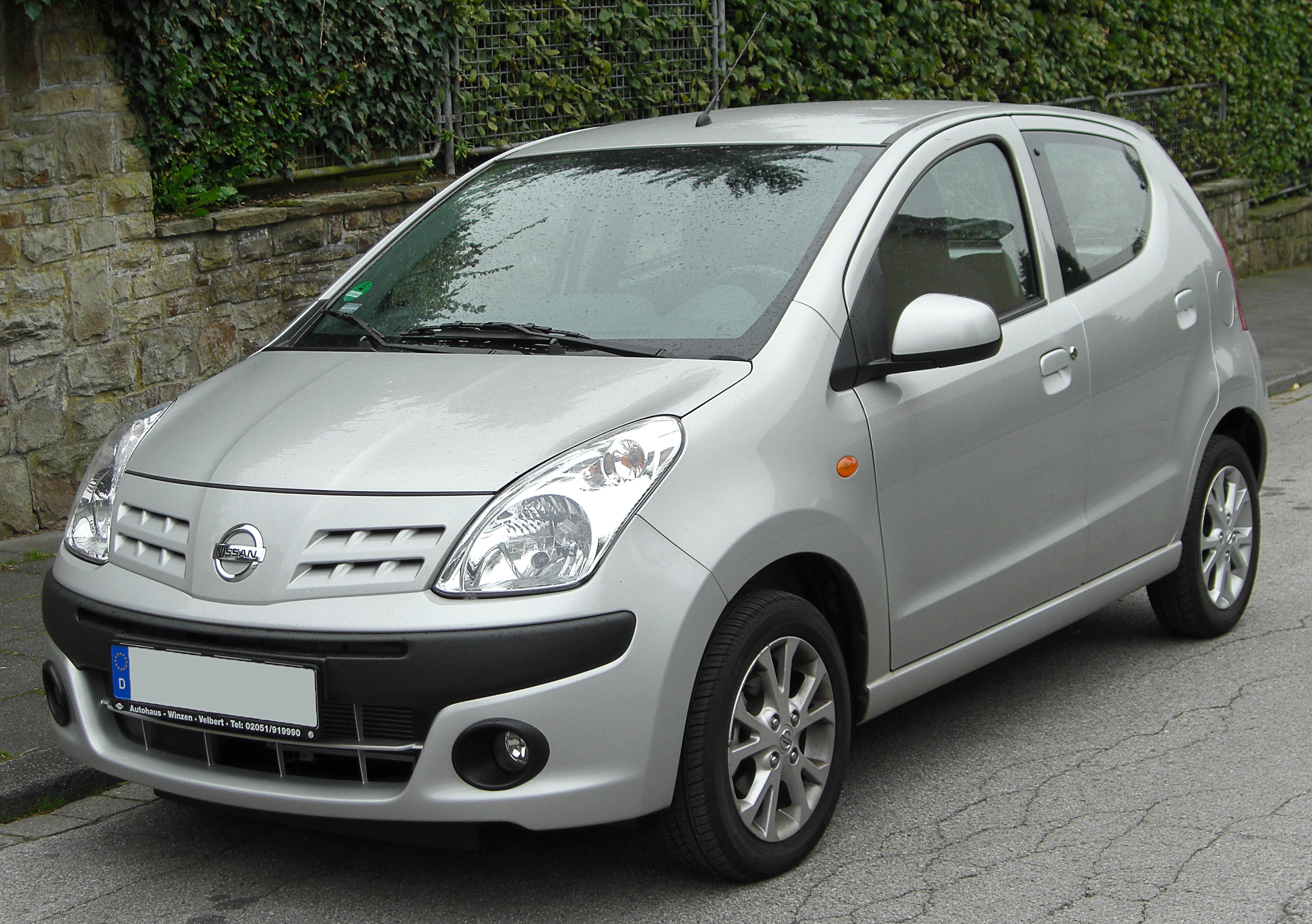

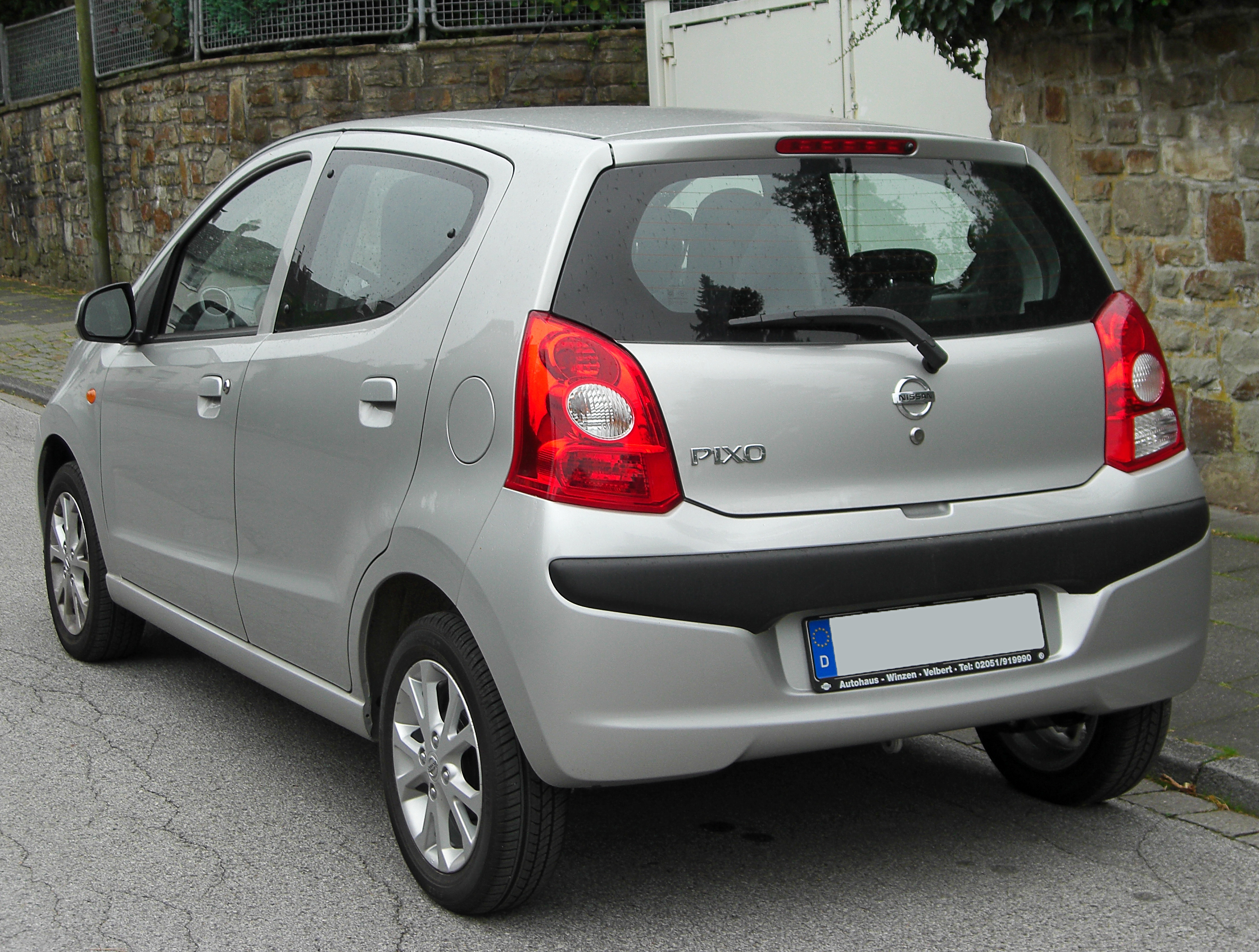

## Données techniques
|                            | 1,0 l (Visia, Acenta)        | 1,0 l Automatique (seulement sur Acenta) |
| -------------------------- | ---------------------------- | ---------------------------------------- |
| Moteur                     | 3 cylindres en ligne (K10C)  | 3 cylindres en ligne (K10C)              |
| Soupapes                   | 12                           | 12                                       |
| Cylindrée                  | 996 cm3                      | 996 cm3                                  |
| Puissance                  | 50 kW (68 ch) à 6 000 tr/min | 50 kW (68 ch) à 6 000 tr/min             |
| Couple max.                | 90 N m à 3 400 tr/min        | 90 N m à 3 400 tr/min                    |
| Boite de vitesses :        | 5 rapports manuelle          | 4 rapports automatique                   |
| Vitesse max.               | 155 km/h                     | 150 km/h                                 |
| 0–100 km/h:                | 14 s                         | 17 s                                     |
| Consommation en l/100 km : | 4,4                          | 5,2                                      |
| CO2-en g/km:               | 103                          | 122                                      |
| Norme anti-pollution       | Euro 5                       | Euro 5                                   |
| Réservoir                  | 35 l                         | 35 l                                     |
| Volume du coffre           | 129–367 dm3                  | 129–367 dm3                              |